# Hexapodibius micronyx
Hexapodibius micronyx är en djurart som tillhör fylumet trögkrypare, och som beskrevs av Giovanni Pilato 1969. Hexapodibius micronyx ingår i släktet Hexapodibius och familjen Calohypsibiidae. Inga underarter finns listade i Catalogue of Life.